# Bíblia (Minha Biblioteca Católica)
Bíblia é uma edição brasileira dos escritos considerados sagrados pelos cristãos. Foi lançada em novembro de 2023 pela editora Minha Biblioteca Católica, localizada em Dois Irmãos (RS). Em 2024, venceu o Prêmio Jabuti de melhor capa.

## Produção
A edição da Minha Biblioteca Católica tem como base a Vulgata Latina, na tradução feita pelo Padre Matos Soares em 1927. A tradução passou por um processo de revisão antes de ser publicada.
A publicação conta com 3.500 comentários dos Padres da Igreja, além de 8.500 notas de rodapé. A edição foi concluída em três anos de trabalho. A Bíblia conta com 11 mapas explicativos sobre os lugares do Antigo e do Novo Testamento.

### Projeto gráfico
O projeto gráfico ficou a cargo de Júlia Máximo. De acordo com a editora, as ilustrações buscam que o leitor tenha a sensação de estar entrando em uma catedral.
A Bíblia tem 24 centímetros de largura por 34 centímetros de altura, pesando mais de 6 quilos. Sua caixa tem como temática a Criação do mundo; a luva mostra a queda do homem, com Eva comendo o fruto proibido; e a capa traz ilustrações sobre a vida de Jesus Cristo. A lombada traz a entrada de Cristo na História, e a contracapa mostra em ícones os 46 livros do Antigo Testamento. Já a guarda retrata a Ressurreição de Jesus.

## Prêmios e indicações
A capa produzida pela designer Júlia Máximo foi a vencedora do Prêmio Jabuti de 2024 de melhor capa. A publicação ainda foi indicada ao Prêmio Brasileiro de Design na categoria “Design Editorial – Livros”, ganhando duas medalhas.